# Brzuchański
Brzuchański – polski herb szlachecki, odmiana herbu Pobóg.

## Opis herbu
W polu błękitnym podkowa z półstrzałkiem zamiast krzyża na barku. Nad hełmem w klejnocie trzy pióra strusie. Labry błękitne, podbite srebrem.
Herb występujący w dwóch wariantach: według Bonieckiego na pieczęci Brzuchańskich półstrzały z grotem, według Chrząńskiego i Gajla na herbie półstrzały z lotką.

## Herbowni
Brzuchański.

### Znani herbowni
- Brzuchańscy Hieronim, stolnik orszański, i Stefan, podsędek słonimski, elektorowie 1669 z województwem nowogródzkiem;
- Brzuchański Aleksander, dowódca pułku białocerkiewskiego Kozaków regestrowych w bitwie nad Żółtymi Wodami w roku 1648. Wysłany w poselstwie do Tuhaj-Beja, został wzięty do niewoli wraz ze Stefanem Czarnieckim i Gabrielem Wojniłłowiczem[1].